# Pierre-Gaspard Chaumette
Pierre-Gaspard Chaumette (23 de mayo de 1763, Nevers, Francia - 13 de abril de 1794, París) fue un político de la Revolución francesa.

## Biografía

### Primeros años
Hijo de un zapatero, tuvo una infancia difícil. En 1776 fue expulsado de la escuela en la que estudiaba debido a su mala conducta y falta de aplicación. Deja Nevers, se enrola en la Marina y participa como grumete en la guerra de Independencia de los Estados Unidos. A los 20 años, y con el grado de piloto, regresa a Nevers y decide ponerse a estudiar anatomía y medicina en el hospital Hôtel-Dieu de Nevers, donde trabajará de enfermero así como en un hospital de Moulins. Tras ocho meses de ejercicio, se va a Marsella y vuelve a embarcarse. Regresa de nuevo a su ciudad y trabaja en el colegio de Nevers como maestro. En sus horas de asueto se ocupa "de las plantas y los libros". En 1786 deja Nevers, para viajar por Francia como secretario de un médico inglés; después de este periplo regresa de nuevo a Nevers donde se quedará hasta 1789, realizando varios viajes a Moulins y a París.
La experiencia adquirida en la marina y sus conocimientos de medicina, anatomía y botánica, le permiten aventurarse en la literatura y empieza a escribir artículos clandestinos, publicados en algunos de los periódicos que se imprimían en Aviñón; uno de ellos, precisamente, le costó una temporada en la prisión de la Bastilla. La última vez que alguien lo vio fue salvando la vida de una familia.

### Revolución francesa en París
En 1790, Pierre-Gaspard Chaumette llega a París donde vive a base de préstamos. Publica un panfleto, La palinodie, obra con la que dice "querer desenmascarar a La Fayette, Lameth, Mirabeau y Barnave". Este opúsculo, así como otros artículos publicados en las Phillippiques, acabarán por atraer la atención sobre él.
Desde ese mismo año colabora con los revolucionarios de París. En septiembre de 1790 es admitido en el Club de los Cordeliers, demostrando ser uno de sus más impetuosos oradores. En diciembre de 1792 es elegido procurador-sindical de la Comuna de París. Anticlerical, ordenó cerrar las iglesias de París para impedir que sirvieran para organizar en París una red de solidaridad con la revuelta de Vandea y los federalistas, y para crear en ellas unos «templos de la humanidad» que asistirían a los indigentes, a los enfermos y a los ancianos en aplicación del derecho de socorro formulado en la Constitución del Año I.
Chaumette era un ardiente crítico del cristianismo, que creía consistía en "ideas ridículas" que "han sido muy útiles para [legitimar] el despotismo." Fue fuertemente influenciado en sus ideas radicales por escritores ateos y materialistas como el barón d'Holbach, Denis Diderot y Jean Meslier. Chaumette pensaba que la religión era una reliquia de una era supersticiosa que no reflejaba los logros intelectuales de la Ilustración.
Organizó en noviembre de 1793 una «fiesta de la Libertad» en la catedral de Notre-Dame de París, en homenaje al Culto de la Razón. Era un firme defensor de la abolición de la esclavitud y actuó desde la Comuna para que la Convención aprobara un decreto en ese sentido, escribiendo artículos en el periódico Les révolutions de Paris y organizando varias manifestaciones. Tras la aprobación del decreto de abolición por la Convención, pronunció un célebre discurso en la fiesta organizada para celebrarlo en la catedral de París.
Fue uno de los responsables de la destitución de los girondinos el 2 de junio de 1793. Violento y adepto a una represión sin límites, se dedicó a aplicar el Terror y la Virtud, y se alzó como defensor de los pobres y de la Razón. Propugnó la descristianización y la adopción de una moral laica, racionalista y republicana. Estableció las bases para una separación entre la Iglesia y el Estado, y reclamó la supresión de la remuneración a los clérigos; pero ante las amenazas de Robespierre abandonó esta postura. Robespierre estaba convencido de que Chaumette era un agente extranjero, un espía contra-revolucionario.
Escribe numerosos anónimos dirigidos especialmente contra los clérigos y contra La Fayette, y arremete contra "la injusticia profunda, la miseria y la ignorancia" a la que está sometida el pueblo, proclamándose siempre como su ardiente defensor. Junto con Hébert, fue una figura decisiva en el establecimiento del Terror. Desde diciembre de 1792 Pierre-Gaspard Chaumette cambió su nombre adoptando el nombre de "un santo que fue ahorcado por sus principios republicanos": Anaxágoras.
Se casó con Heriette Simonin y tuvo un hijo: Laure Chaumette.
Fue sentenciado en la mañana del 13 de abril de 1794 por intentar desmoralizar la República mediante el ateísmo, aceptar oro del extranjero y querer derrocar la Convención, y fue guillotinado esa misma tarde.